# Cassinopsis
Cassinopsis là một chi chứa khoảng 4 tới 6 loài cây bụi hay cây gỗ nhỏ thường xanh sát mặt đất, có thể cao tới 4 m, sinh sống trong khu vực từ đông nam đại lục châu Phi (Nam Phi tới Mozambique và Zimbabwe) tới đảo Madagascar.

## Miêu tả
Tất cả các loài đều có lá đơn, màu xanh lục tươi ở mặt trên và lục xỉn ở mặt dưới, mọc đối. Mép lá nguyên hay hơi khía nhỏ, cong xuống phía dưới. Đôi khi có gai nhọn màu xanh trên cành. Hoa nhỏ, hình sao, màu từ trắng tới kem, mẫu 5, lưỡng tính, mọc thành cụm hoa dạng xim, đối diện với các gai (nếu có). Bầu nhụy 1-2 noãn. Nở hoa từ tháng 9 tới tháng 11. Tạo quả từ tháng 2 tới tháng 5. Quả gần như là quả hạch khô.

## Phân loại
Chi này trước đây được đặt trong họ Icacinaceae nghĩa rộng và đa ngành, nhưng kể từ khi họ này bị chia nhỏ thì nó đã không được đặt vào bộ hay họ nào. Nghiên cứu gần đây gợi ý rằng nó gắn với bộ Garryales, nhưng có lẽ không đủ gần để cho phép mở rộng bộ này ra để gộp cả nhóm có chứa chi này.

## Các loài
Bốn loài được ghi nhận có trong thực địa là:
- Cassinopsis ciliata: Madagascar, ở độ cao 500-1.500 m trong các tỉnh Fianarantsoa, Toamasina[6].
- Cassinopsis ilicifolia (đồng nghĩa: Cassine ilicifolia, Cassine mucronata, C. capensis, Hartogia ilicifolia, Ilex dichotoma): đông nam châu Phi.
- Cassinopsis madagascariensis (đồng nghĩa: Nuxia brachyscypha): Madagascar, ở độ cao 500-2.000 m trong các tỉnh Antananarivo, Antsiranana, Fianarantsoa, Toamasina, Toliara[6].
- Cassinopsis tinifolia: đông nam châu Phi

Thực vật chí Madagascar còn liệt kê thêm 2 loài là Cassinopsis chapelieri (đồng nghĩa: Tridianisia chapelieri) và Cassinopsis tomentosa, nhưng cũng ghi chú thêm là cả hai loài này chỉ biết đến từ 1-2 mẫu vật mà chưa được phát hiện lại được trong thực địa.